# ماندگاری

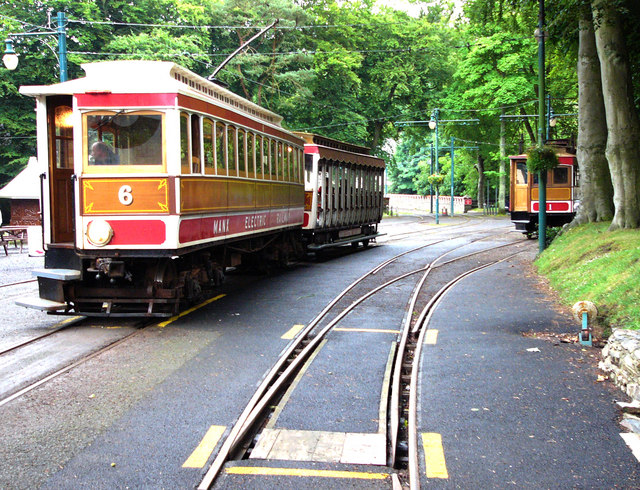
راه‌آهن برقی مانکس در جزیره من هنوز با ترامواها و تریلرهای اصلی خود کار می‌کند که همگی بیش از صد سال قدمت دارند و آخرین آن مربوط به سال ۱۹۰۶ است.

ماندگاری یا دوام (به انگلیسی: Durability)، توانایی یک محصول فیزیکی برای کارکردن بدون نیاز به نگهداری یا تعمیر بیش از اندازه در هنگام رویارویی با چالش‌های عملکرد عادی در طول عمر طراحی آن است. چندین معیار برای ماندگاری کاربرد وجود دارد، از جمله سال‌های عمر، ساعات کاربرد و شمار چرخه‌های عملیاتی. در علم اقتصاد به کالاهایی که عمر مفید طولانی دارند، کالاهای ماندگار یا بادوام گفته می‌شود.